# Arawá
L'arawá o aruá és una llengua extinta pertanyent al grup de llengües arawanes, parlada prèviament en el curs del riu Juruá (Brasil), afluent del Amazones. El seu últim parlant va morir en 1877 víctima d'una epidèmia de xarampió que va acabar amb tots els arawás. Tot el que sobreviu és una llista de 50 paraules compilada per William Chandless, un explorador britànic que va contactar amb els arawá el 1867, publicant la seva llista dos anys més tard.